# عقبه بن ابی معیط
عقبة بن ابی معیط بن ابی عمرو بن امیه بن عبدشمس بن عبد مناف بن قصی بن کلاب بن مرة بن کعب بن لؤی بن غالب بن فهر بن مالک بن النضر بن کنانة بن خزیمة بن مدرکة بن الیاس بن مضر بن نزار بن معد بن عدنان از بزرگان قریش بود.

## آزار و اذیتپیامبر اسلام
در تفسیر المیزان ذیل آیه ۲۷ سوره فرقان به نقل از الدر المنثور آورده است که ابو نعیم از طریق کلبی از ابی صالح از ابن‌عباس روایت کرده که گفت: عقبة بن ابی معیط، از هیچ سفری نمی‌آمد مگر آنکه طعامی می‌ساخت و همه اهل مکه را دعوت می‌کرد، و بسیار با رسول خدا (ص) می‌نشست، و از گفتگوی او خوشش می‌آمد.
پس روزی از سفری بیامد، و طعامی درست کرد، و رسول خدا (ص) را به طعام خود دعوت کرد، حضرت فرمود: هرگز طعام تو را نخواهم خورد مگر وقتی که شهادت دهی معبودی جز خدا نیست و من رسول خدایم، عقبه گفت: برادر زاده بخور، فرمود نمی‌خورم مگر وقتی به این معنا شهادت دهی، پس شهادت داد، و حضرت از طعامش خورد.
وقتی این خبر به گوش ابی بن خلف رسید، نزد او شد و گفت ای عقبه تو هم از دین درآمدی؟! و ابی از دوستان عقبه بود. گفت: نه، در نیامدم، ولی این مرد بر من وارد شد، و از غذا خوردن امتناع کرد، مگر وقتی که شهادت دهم، من شرم کردم که غذا نخورده از خانه‌ام بیرون شود، شهادت دادم، ابی گفت من از تو خشنود نمی‌شوم مگر آنکه بروی آب دهان به روی او بیندازی، عقبه همین کار را کرد، رسول خدا (ص) فرمود تو را خارج مکه نبینم که به قتلت می‌رسانم.
همچنین روزی ابوجهل و عده‌ای از قریش به همراه عقبة بن ابی معیط بودند. پیامبر اسلام را دیدند که نماز می‌خواند و سجده نمازش طولانی شده است. ابوجهل رو به آنان کرده و گفت کدام یک از شما فضولات شکمبه شتری را که امروز در فلان نقطه مکه کشته شده است را می‌آورد و بر سر محمد می‌ریزد؟ در عمل عقبة عهده‌دار این کار شده و فضولات شکمبه شتر را آورده و بر سر و بین دو کتف محمد ریخت.
در ضمن گفته شده است که گاهی وی مدفوع انسان را درون زنبیلی ریخته، جلوی در خانه محمد خالی می‌کرد.
یک روز عده‌ای از اعیان قریش به محمد حمله کردند و در این میان عقبه بن ابی معیط پارچه‌ای را به دور گردن محمد انداخت و به سختی آن را کشید به طوری که زندگی محمد در خطر افتاده بود.

## پرسش ازپیامبر اسلام
در تفسیر المیزان در بحث روایتی مربوط به آیات ۲۳ و ۲۴ سوره کهف سبب نزول این سوره را بنابر حدیثی از جعفر صادق می‌داند که مطابق آن، قریش نضر بن حارث بن کلده و عقبه بن ابی معیط و عاص بن وائل را می‌فرستند تا از یهودان مسائلی را بیاموزند. آنان پس از برگشتن گفتند ما از او چند مسئله پرسش می‌کنیم اگر جواب داد می‌دانیم که راستگو است و اگرنه می‌فهمیم که دروغ می‌گوید. پیامبر اسلام پس از شنیدن سؤالها گفت فردا جوابهایش را می‌دهم و در این وعده‌ای که داد «ان شاء اللّه» نگفت. به همین جهت چهل روز وحی از او قطع شد تا آنجا که وی غمگین شد و یارانش که به وی ایمان آورده بودند به شک افتادند و قریش شادمان شد و شروع کرد به استهزاء و آزار او و ابو طالب سخت اندوهگین شد.

## اسارت عقبه در جنگ بدر و قتل او
در جنگ بدر چشم محمد به عقبه افتاد و گفت: روزی نماز می‌خواندم و به سجده رفته بودم که ناگاه عقبه آنچنان با لگد به گردنم کوبید که از شدت آن ضربه چشمانم داشت از حدقه بیرون می‌زد. در تفسیر المیزان ذیل آیه ۲۷ سوره فرقان به نقل از الدر المنثور آورده شده که: وی در جنگ بدر اسیر شد و به شیوه قتل صبر کشته گشت، ولی تا آن روز هیچ‌کس را با شکنجه نکشته بودند.
از گفته‌های واقدی برمی‌آید که عقبه بن معیط یکی از محرکین اصلی و برپا کنندگان جنگ بدر بوده است. پیامبر اسلام در جواب خود عقبه، علت دستور قتلش را دشمنی او با خدا و شخص خودش و آزار دادنش عنوان نمود.
براساس روایات صحیح بخاری و طبقات الکبری ابن سعد، عقبه در میدان نبرد بدر کشته شد و به همراه سران قریش در چاله‌ای مدفون گردید. اگرچه براساس سیره ابن هشام عقبه به دستور محمد توسط عاصم بن ثابت بعد از اسارت کشته شد.